# Ariocarpus retusus
Ariocarpus retusus (укр. Аріокарпус притуплений) — вид кактусів з роду аріокарпус (Aiocarpus).

## Місця зростання

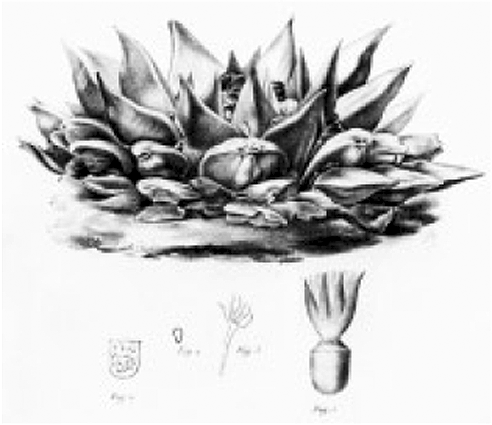
Ariocarpus retusus малюнок з видання 1838 р.

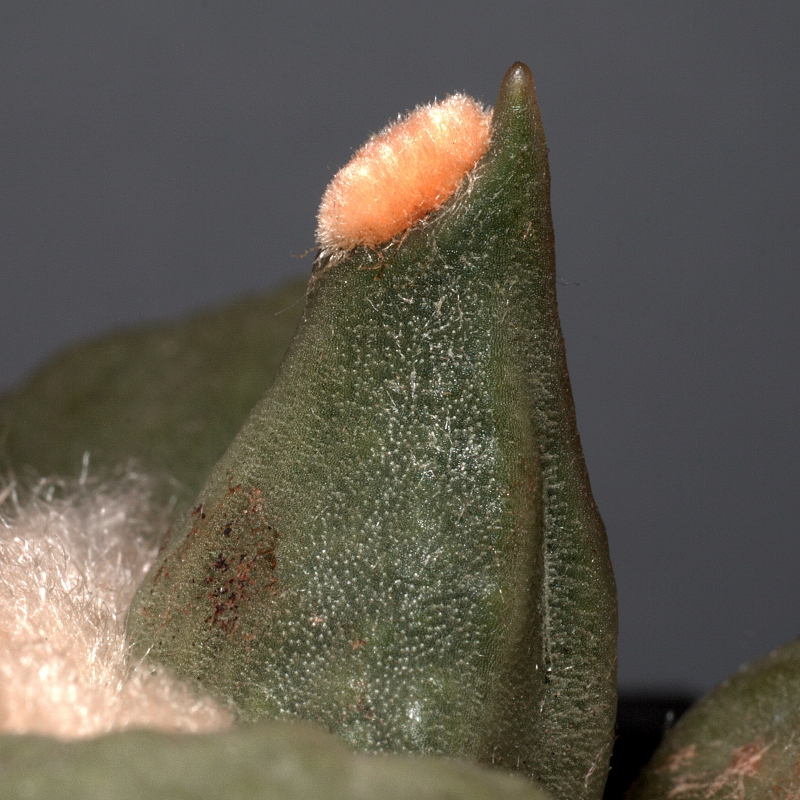
Ареола Ariocarpus retusus

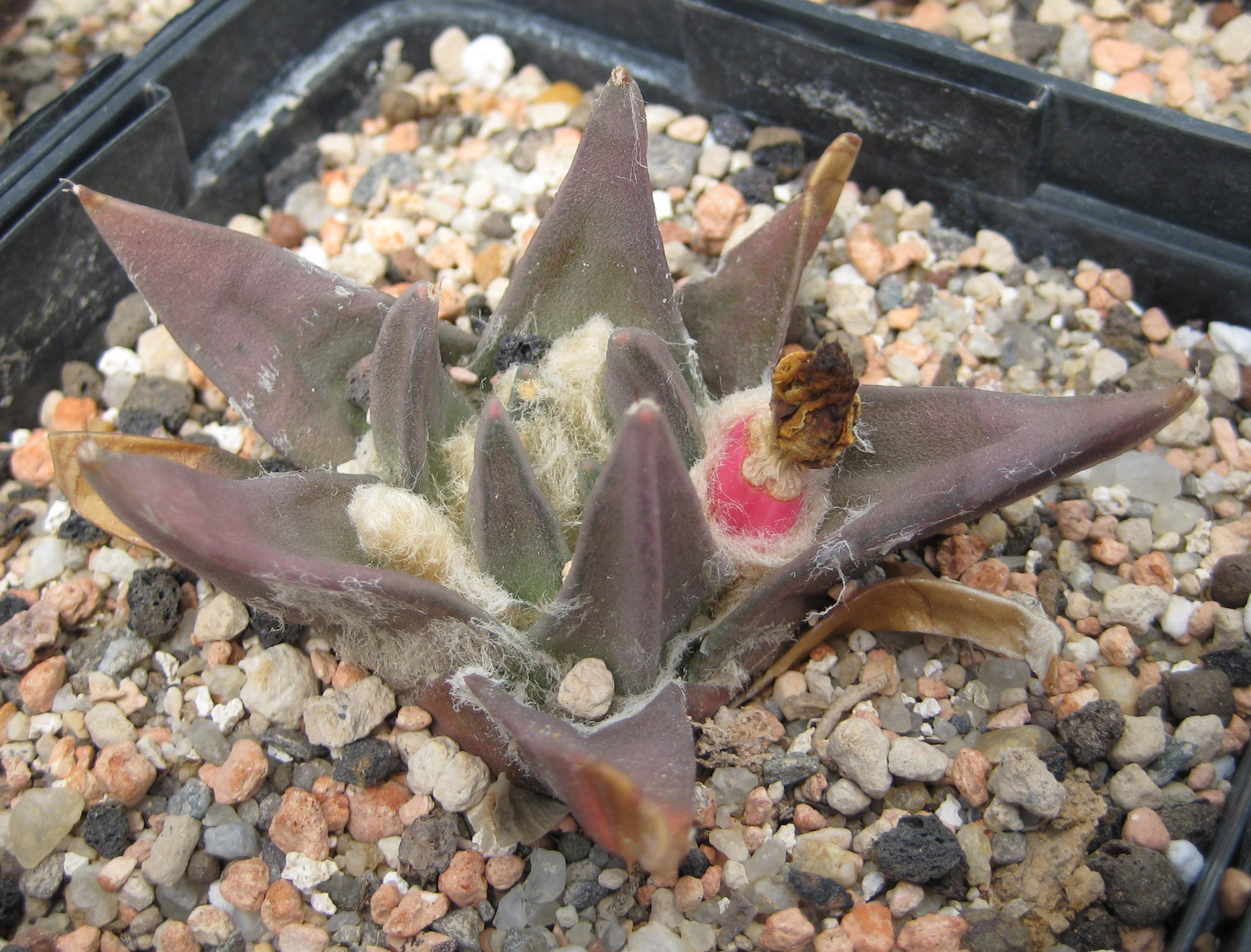
Ariocarpus retusus subsp. trigonus (Аріокарпус трикутний)

Північна Мексика: Коауїла, Нуево-Леон, Сан-Луїс-Потосі, Тамауліпас, Сакатекас. Росте на перфоритових скелях.

## Морфологічний опис
Стебло від сіро-зеленого до коричневого, кулясте, близько 10 см в діаметрі, поодиноке. Заввишки може досягати 25 см. Верхівка з густим білим або коричневим повстяним покровом.
Сосочки тверді, тригранні, пірамідальні, з широкою основою і злегка випуклою верхньою межею, загострені, часто зморшкуваті, до 2 см завдовжки.
Ареоли на кінцях сосочків диморфні.
Квітки блідо-рожеві, 3-4 см довжиною й у діаметрі, з'являються з опушених аксил.

## Умови вирощування
Слід утримувати на повному сонці або легкій напівтіні. Полив: обережний полив влітку, повністю сухе утримання, або дуже мало води взимку, дуже хороший дренаж.

## Літературва
- Буренков А. А. Кактусы в гостях и дома, — Феникс, 2007 г., — 472 с. — ISBN 978-966-651-431-1 (рос.)
- Edward F. Anderson. «The Cactus Family». 776 р. ISBN 0 881924989 (англ.)
- Hunt, D., Taylor, N. & Graham, C. The New Cactus Lexicon — Milborne Port: DH Books, 2006. (англ.)
- Ulises Guzmán, Salvador Arias, Patricia Dávila. Catálogo de Cactáceas Mexicanas. — Mexiko-Stadt : Universidad Nacional Autónoma de México, 2003. — 315 с. — ISBN 970-9000-20-9. (ісп.)
- http://www.inecc.gob.mx/descargas/con_eco/2011_Cact_mex_usos_amenazas.pdf [Архівовано 23 листопада 2015 у Wayback Machine.]